# Instrument astronomic
Un instrument astronomic este utilizat de către astronomi pentru captarea, înregistrarea și analizarea luminii vizibile și a radiațiilor invizibile ale aștrilor.

## Generalități
Primii astronomi observau cerul cu ochiul liber. În secolul al XVII-lea au fost inventate instrumentele optice, luneta astronomică și telescopul: primul care a utilizat o lunetă pentru observarea cerului a fost italianul Galileo Galilei (1564-1642). Primul telescop a fost realizat, în 1671, de englezul Isaac Newton (1642-1727).
Acum, astronomii profesioniști nu mai observă aștrii direct, ci analizează, cu ajutorul computerelor, diversele imagini și informații obținute cu ajutorul instrumentelor lor.

### Fotografierea aștrilor
Fotografia este utilizată în astronomie de la sfârșitul secolului al XIX-lea. Față de ochi, are un mare avantaj: o placă sau o peliculă fotografică acumulează, puțin câte puțin, lumina pe care o primește Cu mai multe ore de poză, aștrii puțin luminoși apar pe suprafața sensibilă. Placa sau pelicula fotografică neînregistrând decât o foarte mică proporție din lumina care o iluminează, au apărut aparate electronice, mult mai sensibile. Imaginea se afișează pe un ecran video instalat în apropierea telescopului sau la mii de kilometri distanță.

### Radiațiile cerești
Ochiul și instrumentele optice (luneta și telescopul) sunt sensibile la lumină, însă aștrii emit și radiații invizibile: unde radio, infraroșii, ultraviolete. Pentru captarea acestor radiații invizibile, sunt utilizate telescoape deosebite. Undele radio sunt captate la sol cu ajutorul radiotelescoapelor. Celelalte radiații sunt oprite, mai mult sau mai puțin, de atmosferă. Pentru a le percepe, trebuie să te ridici deasupra solului. Au fost trimise în spațiu instrumente, la bordul sateliților artificiali. Întrucât sunt aproape de Pământ, Luna, precum și planetele care se rotesc în jurul Soarelui sunt studiate direct, cu ajutorul sondelor spațiale.

### Analiza luminii
Cu excepția câtorva planete care au fost vizitate de sonde spațiale, tot ce cunoaște omenirea despre aștri provine de la studiul luminii și radiațiilor invizibile pe care le primim, astronomii  au pus la punct instrumente perfecționate mulțumită cărora se analizează lumina. Spectroscopul permite, de exemplu, studierea luminii emanate de stele sau pe care o reflectă planetele. Când lumina trece printr-un spectroscop, se obține analiza spectrală a corpului observat, o bandă de culori striată cu linii strălucitoare sau întunecate. Astronomii folosesc și spectrografe pentru fotografierea directă a spectrelor aștrilor pe care-i observă. Fotometrul permite să se măsoare intensitatea luminii primite  de la aștri și să se deducă de aici temperatura acestora.

## Observarea la sol
Pentru captarea luminii aștrilor, se folosesc îndeosebi două tipuri de instrumente: luneta și telescopul. Dar aștrii nu emit doar lumină; ei emit și unde radio. Acestea pot fi captate la sol cu ajutorul aparatelor cunoscute sub denumirea de radiotelescoape.

### Lunetele și telescoapele
Luneta astronomică și telescopul au un tub în care se află un sistem optic, numit obiectiv, îndreptat spre obiectul de observat (un ansamblu de lentile pentru lunetă și o oglindă pentru telescop). Acest dispozitiv captează lumina aștrilor spre care este fixat și furnizează o imagine în focar, care poate fi observată cu ochiul printr-un ocular sau fotografiată și înregistrată direct pentru analizare.